# Séminaire Saint-Vladimir
Le séminaire Saint-Vladimir ou institut de théologie orthodoxe Saint-Vladimir est un établissement d'études supérieures de théologie orthodoxe situé à Crestwood (en), banlieue de Yonkers, située au nord du Bronx (État de New York). Fondé en 1938, il doit son nom à Vladimir de Kiev. La bibliothèque abrite plus de 130 000 volumes.

## Doyens
- 1938–1944 : Makary lyinsky
- 1944–1947 : Dionysius Diachenko
- 1947–1950 : John Shahovskoy
- 1950–1955 : Georges Florovsky
- 1955–1962 : Leonty Turkevich
- 1962–1983 : Alexandre Schmemann
- 1984–1992 : Jean Meyendorff
- 1992–2002 : Thomas Hopko
- 2002-2007 : John Erickson
- 2007-2017 : John Behr
- Depuis 2018 : Ionut-Alexandru Tudorie